# Antedon bifida
Antedon bifida (Pennant, 1777) è un crinoide comatulide della famiglia degli antedonidi, diffuso nei mari dell'Europa nord-occidentale. Ha una relazione simbiotica con il verme marino Myzostoma cirriferum.

## Descrizione
Il corpo ha la forma di un disco concavo circondato da dieci braccia, lunghe fino a 5-10 cm, che gli conferiscono un aspetto simile a una felce. La bocca e i solchi ambulacrali si trovano sulla superficie superiore del disco. La parte inferiore delle braccia presenta creste trasversali, e alcune presentano anche zone utili per l'alimentazione e la riproduzione. Le pinnule sono articolate in 35 segmenti e portano piedi tubolari di dimensioni diverse, organizzati in gruppi di tre. Il colore delle braccio è variabile, dal giallo o rosa al viola intenso, talvolta maculato o chiazzato, e le pinnule sono generalmente chiare o bianche. I cirri sono circa 25, a volte 30, corti, fasciati e disposti in file trasversali su un ossicolo centrale. I cirri si arricciano e afferrano la superficie, consentendo all'animale di strisciare sul terreno rapidamente. Oltre a strisciare, questa stella piuma può nuotare per brevi distanze sbattendo le braccia. Può essere confuso con l'Antedon petasus, che è piuttosto simile, che però è solitamente più grande con un massimo di 50 cirri e non ha creste sulla parte inferiore delle braccia.

### Habitat
Questo animale vive principalmente sulle coste dell'Europa nordoccidentale, in una zona che si estende dalle Isole Shetland Meridionali fino al Portogallo, ma è stato avvistato anche in Algeria, Tunisia, Africa occidentale e Venezuela. Vive a basse profondità, dal livello del mare fino a circa 200 metri, e solo raramente molto più in profondità. Predilige le zone con forti correnti e si trova spesso nei calanchi.

### Nutrimento
Antedon bifida si nutre catturando plancton con le sue pinnule. Le particelle più grandi vengono catturate e trattenute dai piedini tubolari più grandi, mentre le piccole particelle vengono captate dal piedino più piccolo. Il cibo viene quindi trasferito nel solco ambulacrale, dove viene spostato verso la bocca dalla corrente creata dalle ciglia che rivestono il solco.

### Riproduzione
Antedon bifida è un genere dioico, cioè gli individui sono o maschio o femmina. I gameti vengono prodotti, soprattutto tra maggio e luglio, dai canali genitali che si trovano alla base di alcune braccia. Le uova si attaccano all'esterno delle pinnule, dove avviene la fecondazione. La femmina produce una rete di muco e protegge gli embrioni in via di sviluppo, tenendo le braccia unite in quello che viene descritto come comportamento di cova. Dopo circa cinque giorni, dalle uova si schiudono larve che nuotano liberamente e che presto si depositano su una superficie solida e si attaccano con un corto gambo. Ora conosciute come larve pentacrinoidi, hanno un sistema di alimentazione simile a quello degli adulti. Successivamente sviluppano cirri artigliati e si staccano dai loro steli, raggiungendo la maturità in uno o due anni.